# Olle Broman
Sven-Olof (Olle) Broman, född 7 maj 1953 i Eskilstuna, död 4 november 2014 i Stockholm, var en svensk militär.
Olle Broman var son Sven I Eriksson och Margit Broman. Han blev officer 1975, kapten vid Södermanlands regemente och lärare vid Pansartruppernas stridsskola 1978, major 1983 samt anställdes i generalstabskåren och som avdelningschef vid Östra militärområdet i Strängnäs 1986. Broman blev överstelöjtnant 1989, anställdes i försvarsstabens operationsavdelning 3, blev fördelningskvartermästare vid IV fördelningen 1992 samt blev ställföreträdande chef för Gotlandsbrigaden 1993. Han blev överstelöjtnant med särskild tjänsteställning 1994 och var chef för Gotlandsbrigaden 1995–1999. Broman blev överste 1994 och var chef för Svenska bataljonen i Bosnien 1997, chef för Västeuropeiska unionens utvärderingsgrupp i Kroatien 1998, var chef för Västeuropeiska unionens minröjningsstöd i Kroatien 1999–2000, avdelningschef vid högkvarteret  och ställföreträdande skolchef vid Baltic Defence College i Estland 2000–2003.